# Armeegruppe Spree
De Armeegruppe Spree was een Duitse Armeegruppe genoemd naar de Spree in de Tweede Wereldoorlog, die alleen vocht tijdens de Slag om Berlijn in april 1945.

## Krijgsgeschiedenis
De Armeegruppe Spree werd opgericht op 23 april 1945 met als doel de zuidelijke toegangen tot Berlijn te verdedigen.
De weidse naam Armeegruppe was overdreven, want ze beschikte over niet veel meer dan een net opgerichte divisie, de Infanteriedivisie Friedrich Ludwig Jahn. De Armeegruppe kwam in actie rond Potsdam. Op 29 april kreeg de Armeegruppe bevel uit te breken uit de omsingeling van Berlijn. Dit lukte deze en de volgende dag, door aan te sluiten bij het 12e Leger. Met dit leger werd teruggetrokken richting de Elbe. Dat was het einde van Armeegruppe Spree. Op 4 mei 1945 werd de staf van Reymann nog ingezet om de overgangen van de Elbe bij Schönhausen te controleren. Daarna volgde capitulatie aan Amerikaanse troepen tot 7 mei 1945.
De Armeegruppe wordt in de literatuur ook allerlei andere namen toegedicht, zoals Armeegruppe Reymann, Korpsgruppe Reymann en Korps Reymann.

## Commandant
| Rang            | Naam             | Begin         | Eind                      |
| --------------- | ---------------- | ------------- | ------------------------- |
| Generalleutnant | Hellmuth Reymann | 23 april 1945 | eind april/begin mei 1945 |